# Калининский фронт. Август 1943 года (музей)
Военно-исторический музей «Калининский фронт. Август 1943 года» — открыт в избе деревни Хорошево Ржевского района Тверской области 3 июля 2015 года. В этой избе 3 — 5 августа 1943 года останавливался Иосиф Виссарионович Сталин во время своей единственной поездки на фронт, на места кровопролитных боёв за Ржев. 5 августа в избе состоялась его встреча с командующим Калининским фронтом генералом-полковником Андреем Ивановичем Ерёменко. Здесь же, в ночь с 4 на 5 августа 1943 года Сталин отдал приказ о проведении в Москве первого салюта в честь войск, освободивших Орел и Белгород в ходе Курской битвы.
Музей носит неофициальное название «Домик Сталина».
Основателем музея является Российское военно-историческое общество.

## История создания
Изба, в которой остановился Сталин в ходе своего единственного за всю войну визита на фронт, принадлежала работнице одной из старейшей в России льночесальной фабрики Натальи Кондратьевой. Через несколько дней после отъезда Сталина, Наталье Кондратьевой предложили выбрать любой дом в Советском Союзе для проживания, а в избе сделали избу-читальню. По воспоминанием современников, на этом настоял лично Сталин, когда узнал, что дом хотят сохранить для истории: «В музей люди придут один раз, а в библиотеку будут ходить постоянно…».
После войны, в избе-читальне была создана небольшая мемориальная часть посвящённая Сталину, которая была ликвидирована в конце 1950-х годов, после разоблачения культа личности Сталина. В 1983 году мемориальная часть в библиотеке была восстановлена.
К 70-летию поездки Сталина на фронт, 5 августа 2013 года, на избе установили мемориальную доску, которая напоминала о том, что именно в этом доме Сталин распорядился дать в Москве первый артиллерийский салют, в честь войск освободивших Орёл и Белгород.
3 июля 2015 года после реконструкции сельской библиотеки, расположенной в избе, состоялось торжественное открытие музея..

## Экспозиция
После реконструкции, в музее представлена новая расширенная экспозиция, в которой представлены: военные документы, фотографии, личные вещи солдат и офицеров той эпохи. В музее был воссоздан исторический интерьер избы того времени.
Экспозицию музея дополнили реликвии и личные вещи участников тех событий, которые добровольно пожертвовали местные жители, когда узнали о готовящемся открытии музея.
При создании экспозиции применены современные технологии, так, на расположенных в музее мониторах, транслируются фильмы, посвящённые Великой Отечественной войне.

## Мероприятия
Посещение музея является частью военно-исторического маршрута «Дорогой тяжкою, дорогой славною…», организованного в рамках Всероссийской патриотической программы «Дороги Победы».
5 августа 2015 года в музее была проведена однодневная выставка картин на которых изображен Сталин, приуроченная к 72-й годовщине визита Сталина на фронт. Часть представленных картин выполнена выпускником первого выпуска Суриковского института Николаем Сергеевым. Организатором выставки выступило Российское военно-историческое общество.

## Сотрудники музея
Директор музея — Марина Копаева.